# Monica Zetterlund
Eva Monica Zetterlund (født Nilsson) (20. september 1937 i Hagfors, Värmland − 12. maj 2005 i Stockholm) var en svensk skuespiller og internationalt anerkendt jazzsangerinde.

## Liv
Monica Zetterlund var datter af maler og harmonikaspiller Bengt "Sik-Bengt" Nilsson (14. juni 1911 − 2. maj 1995) og hustru Margareta (kaldet Greta) født Norén (29. juni 1917 − 27. januar 1995).
Zetterlund blev opdaget af Ib Glindemann i 1957, da sidstnævnte turnerede i Sverige med sit band. Der fulgte en del indspilninger i København, både med Glindemanns orkester og med trioer med bl.a. Atli Bjørn.
Monica Zetterlund blev kendt for sin plade-indspilning med Bill Evans fra 1964, hvor hun fortolkede sange såsom Monica's Waltz og Sakta vi gå genom stan, en svensk gendigtning af jazz-standarden Walking my baby back home.
I Sverige medvirkede Zetterlund i revy'er med komikerduoen Hasse och Tage, hun deltog i film og hun arbejdede sammen med den folkekære nederlandsk-svenske troubadour Cornelis Vreeswijk.
Monica Zetterlund omkom i en brand i sin lejlighed på Birger Jarlsgatan i Stockholm den 12. maj 2005. Hun blev begravet den 21 Juni 2005 på Hagfors kyrkogård, i samme grav som sine forældre.

## Diskografi
- Swedish Sensation (1958)
- Ahh! Monica (1962)
- Make mine Swedish style (1964)
- Waltz for Debby (1964) (samarbejde med Bill Evans)
- Ohh! Monica (1965)
- Monica Zetterlund (1967)
- Monica - Monica (1971)
- Chicken Feathers (1972) (samarbejde med Steve Kuhn)
- Den sista jäntan (1973)
- Hej, man! (1975)
- It only happens every time (1977) (med Thad Jones/Mel Lewis Big Band)
- Holiday for Monica (1983) (samarbejde med Red Mitchell)
- Monica Zetterlund sjunger Olle Adolphson (1983)
- For Lester And Billie (1983)
- Monica Z (1989)
- Varsamt (1991)
- Nu är det skönt att leva (1992)
- Topaz (1993)
- En lingonris som satts i cocktailglas (1995)
- The Lost Tapes at Bell sound studios NYC (1960/1996)
- Det finns dagar (1997)
- Bill Remembered. A Tribute to Bill Evans (2000)
- Sista gångan du var med (2006) (live-indspilninger fra 1995 og 1997)

### Samlinger
- Monica Zetterlund - Ur Svenska Ords Arkiv (1982) (genudgivet på cd som O vad en liten gumma kan gno)
- Gyllene blad ur Monicas dagbok (1998)
- Monica Z Väljer Sina Jazzfavoriter (2001)
- Musik vi minns (2003)
- Z - det bästa med Monica Zetterlund (2005)

## Udvalgt filmografi
- Ved Øresund (1962)
- Er svenskerne sådan (1964)
- Hul i broho'det (1965)
- Natteleg (1966)
- Udvandrerne (1971)
- Æblekrigen (1971)
- Nybyggerne (1972)
- Pråsen (1974)
- Rendestensunger (1974)
- Katitzi (tv-serie, 1979-1980)
- Sverige åt svenskarna (1980)
- Time out (tv-serie, 1982)
- Russian Pizza Blues (1992)